# Lilloaciura curvinervis
Lilloaciura curvinervis är en tvåvingeart som beskrevs av Aczel 1953. Lilloaciura curvinervis ingår i släktet Lilloaciura och familjen borrflugor. Inga underarter finns listade i Catalogue of Life.